# Citharidae
Famille
Les Citharidae sont une famille de poissons plats.

## Liste des sous-familles et genres
Selon World Register of Marine Species (29 mars 2020) :
- sous-famille Citharinae
  - genre Brachypleura Günther, 1862
  - genre Citharoides Hubbs, 1915
  - genre Citharus Artedi, 1793
  - genre Lepidoblepharon Weber, 1913